# Platydiolus
Platydiolus — род жужелиц из подсемейства Patrobinae.

## Описание
Усики опушены начиная со второго сегмента. Боковой край переднеспинки перед серединой с одной щетинкой. Темя и виски без щетинок.

## Систематика
В составе рода:
- Platydiolus borealis sp. n.
- Platydiolus brinevi sp. n.
- Platydiolus nazarenkoi sp. n.
- Platydiolus rufus Chaudoir, 1878